# Вальбек (графство)
Графство Вальбек — средневековое графство с центром в Вальбеке на северо-востоке от Хельмштедта (ныне часть города Эбисфельде-Веферлинген) в Саксонии-Анхальт. Владения графов Вальбек были под церковной юрисдикцией Хальберштадского епископа, но после учреждения Магдебургского архиепископства перешли в юрисдикцию архиепископа Магдебурга.
Установить точно какие земли относились к графству Вальбек достаточно сложно. Одни и те же земли могли находиться в совладении разных династий, а деталей — кому и когда, какие владения передавались, мы не знаем. Одним из источников информации о владениях графов Вальбека является «Хроника» Титмара Мерзебургского, сына и племянника графов Вальбека. В разное время графы Вальбека владели следующими территориями: собственно Вальбек, замок Веферлинген и прилегающие территории, включая Зиштедт, Рибенсдорф, Клинце, Эферинген, Бельсдорф, Бенсдорф, Айккендорф, Хёдинген, Эшенроде, Зеггерде и Дёрен; часть Вольмирштедта, также Нордгермерслебен и Тундерслебен, Зантерслебен (Грос-Зантерслебен) и Гутенсвеген, Ротмерслебен и Арнебург.
Первым известным графом Вальбека был Лотарь I. После смерти графа Вальбека Лотаря II графство было поделено между двумя его сыновьями, и с тех пор находилось в совместном управлении их потомков. После пресечения младшей ветви графов Вальбек, графство Вальбек перешло к графам Плёцкау.

## Список графов Вальбека
| ? — 929           | Лотарь I (ум. 929)          | Лотарь I (ум. 929)  | Лотарь I (ум. 929)      |
| 929 — 964         | Лотарь II (ум. 964)         | Лотарь II (ум. 964) | Лотарь II (ум. 964)     |
| 964 — 1003        | Лотарь III (ум. 1003)       | 964 — 991           | Зигфрид (ум. 991)       |
| 1003 — 1014       | Вернер (ум. 1014)           | 991 — после 1014    | Генрих (ум. после 1014) |
| 1014 — после 1018 | Бертольд (ум. после 1018)   |                     | ⁞                       |
|                   | ⁞                           |                     | Конрад (ум. до 1073)    |
|                   | Зигфрид II (уп. 1069, 1083) |                     |                         |